# Galvarino (Chili)
Pour le guerrier mapuche, voir Galvarino.
Galvarino est une commune du Chili de la Province de Cautín, elle-même située dans la Région de l'Araucanie.

## Géographie

### Situation
Le territoire de la commune de Galvarino se trouve à cheval sur la vallée centrale du Chili et la Cordillère de la Côte. La seule agglomération urbaine importante se trouve sur les rives du rio Quillem. La commune est située à 584 km à vol d'oiseau au sud de la capitale Santiago et à 40 km au nord-nord-ouest de Temuco capitale de la Région de l'Araucanie. Le climat est océanique tempéré avec une pluviométrie annuelle d'environ 1000 mm et une température moyenne de 133 °C.

### Démographie
En 2012, la population de la commune s'élevait à 12 920 habitants. La superficie de la commune est de 569 km2 (densité de 23 hab./km),.

## Histoire
L'agglomération principale a été fondée en 1882 à la suite de la pacification de l'Auricanie qui a ouvert à la colonisation les terres détenues par les mapuches. Ceux-ci restent aujourd'hui majoritaires sur le territoire de la commune avec 60 % de la population. Les colons européens étaient à l'origine essentiellement suisses, allemands et français.

## Économie
Les principales activités économiques de la commune sont la sylviculture et l'élevage de bétail.

Position de Galvarino (en rouge) au sein de la Région de l'Araucanie.